# Disney Channel (Allemagne)
Disney Channel est une chaîne de télévision thématique allemande consacrée à la jeunesse. C'est la déclinaison germanophone de Disney Channel.

## Programmes
Elle diffuse essentiellement des dessins animés issus du catalogue de la Walt Disney Company. 

## Diffusion
La chaîne est diffusée depuis octobre 1999 sur le satellite via le bouquet de Premiere. 
Le 20 décembre 2011, Sky D annonce le lancement de Disney Channel en HD le 24 décembre. Le 12 octobre 2013, Disney annonce l'arrêt de la version payante de Disney Channel Deutschland le 29 novembre 2013 au profit d'une gratuite devant débuter le 17 janvier 2014 sur l'ancien canal de Das Vierte.
Le 20 décembre 2013, SES annonce l'ajout de la chaîne Disney Channel HD à son service HD+. Le 23 décembre 2013, Sky D prolonge son contrat avec Disney pour la distribution des chaînes Disney et de la vidéo à la demande pour les films Lucasfilm, Marvel et Disney-Pixar.
La chaîne débute le vendredi 17 janvier 2014 et inclut 1 200 heures de programmes précédemment diffusés sur Super RTL. Le 4 juillet 2014, Lars Wagner, directeur de Disney Channel Deutschland, explique que la nouvelle chaîne allemande s'appuie sur une programmation dédiée, des émissions nouvelles comme anciennes et une agence de publicité interne globale Disney Media+.